# Heteropoda umbrata
Heteropoda umbrata là một loài nhện trong họ Sparassidae.
Loài này thuộc chi Heteropoda. Heteropoda umbrata được Ferdinand Karsch miêu tả năm 1891.